# 圣马丁代尚 (谢尔省)
圣马丹德尚（法語：Saint-Martin-des-Champs，法語發音：[sɛ̃ maʁtɛ̃ de ʃɑ̃] ⓘ）是法国谢尔省的一个市镇，位于该省东部，属于布尔日区。

## 地理
圣马丹德尚（47°9'27"N, 2°55'20"E）面积18.96 平方千米，位于法国中央-卢瓦尔河谷大区谢尔省，该省份为法国中部省份，北起卢瓦雷省，西接卢瓦-谢尔省和安德尔省，南至克勒兹省，东南接阿列省，东临涅夫勒省。
与圣马丹德尚接壤的市镇（或旧市镇、城区）包括：阿尔让维耶尔、拉沙佩勒蒙利纳尔、埃里、瑞西勒绍德里耶、桑塞格。
圣马丹德尚的时区为UTC+01:00、UTC+02:00（夏令时）。

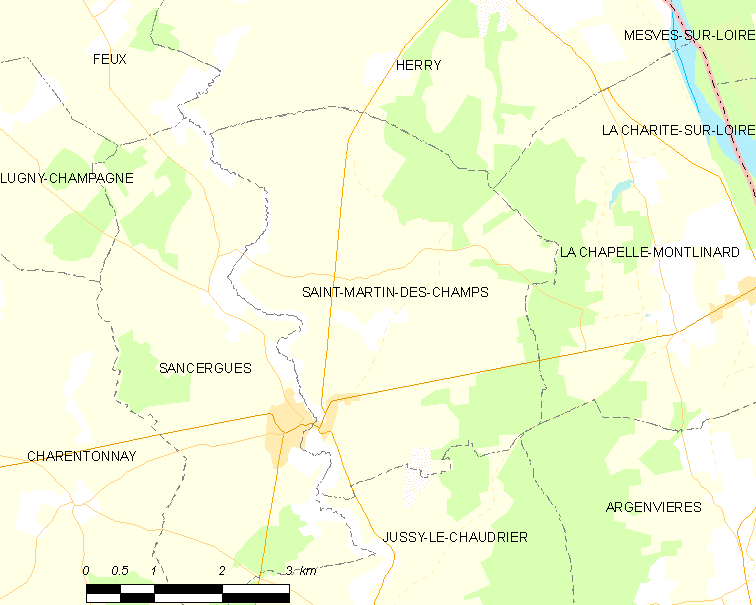
圣马丹德尚的OSM定位图

## 行政
圣马丹德尚的邮政编码为18140，INSEE市镇编码为18224。

## 政治
圣马丹德尚所属的省级选区为阿沃尔县。

## 人口

1962-2008年间圣马丹德尚人口变化图示

圣马丹德尚于2022年1月1日时的人口数量为303人。